# The Wolves of Kromer
The Wolves of Kromer (la cui traduzione letterale è I lupi di Kromer) è un film del 1998 diretto da Will Gould.
Prodotto nel Regno Unito, il film, a tematica LGBT, uscì al cinema per la prima volta in Germania l'8 marzo 2001; in Italia invece non è mai stato trasmesso in sala. È distribuito in DVD in lingua originale sottotitolato in italiano.
Boy George racconta, in chiave fiabesca, una storia di intolleranza e passione.

## Trama
Gabriel e Seth sono due bellissimi lupi dalle fattezze umane: vivono felicemente nel branco e si amano. Quest'idillio è interrotto dall'insorgere dei fanatici religiosi del villaggio di Kromer.

## Riconoscimenti
- L.A. Outfest 1998: Premio Speciale al Miglior Regista Esordiente
- QueerHorror Award 2001[1]